# Wiehlenarius boreus
Wiehlenarius boreus är en spindelart som beskrevs av Kirill Yeskov 1990. Wiehlenarius boreus ingår i släktet Wiehlenarius och familjen täckvävarspindlar. Inga underarter finns listade i Catalogue of Life.